# Metroid: Other M
| Recensioner                | Recensioner             |
| Samlingsbetyg              | Samlingsbetyg           |
| Tjänst                     | Betyg                   |
| -------------------------- | ----------------------- |
| Gamerankings               | 79,11% (51 recensioner) |
| Metacritic                 | 79/100 (71 recensioner) |
| Recensionsbetyg            |                         |
| Publikation                | Betyg                   |
| 1UP.com                    | B−                      |
| Edge                       | 8/10                    |
| Eurogamer                  | 8/10                    |
| Game Informer              | 6,25/10                 |
| Gamepro                    | [ 10 ]                  |
| Gamespot                   | 8,5/10                  |
| Gamespy                    | [ 12 ]                  |
| Gamesradar                 | [ 13 ]                  |
| IGN                        | 8,5/10                  |
| Nintendo Power             | 8,5/10                  |
| Official Nintendo Magazine | 91%                     |

Metroid: Other M (メトロイド アザーエム Metoroido Azā Emu?) är ett TV-spel till Wii och i Metroid-serien. Det spekuleras om varför spelet har just titeln Other M. Ett av ryktena är att det har något med slutskärmen från originalspelet att göra, där det står "But, it may be invaded by the other Metroid". Ett annat rykte hävdar att titeln syftar till ordet "mother" (moder på engelska), då Other M är ett anagram för "mother" och ordet "mom" (mamma på engelska) är en akronym för Metroid: Other M. Spelet var först tänkt att släppas 27 juni 2010 i USA och 24 september 2010 i Europa, men detta ändrades i april 2010, då Nintendo meddelade att spelet skulle bli försenat. Metroid: Other M blev nominerat till bästa Wii-spel 2010 av GameTrailers, men förlorade till Super Mario Galaxy 2.
Spelet utvecklades av utvecklingslaget "Project M", bestående av medarbetare från Nintendo, Team Ninja och D-Rockets, och visades upp första gången under E3 2009. Spelet innehåller spelstil i både 2D och 3D och det fördjupade sig mer i Samus Arans barndom och hennes romanser. Spelets handling äger rum mellan Super Metroid och Metroid Fusion, där det första man får se är slutsekvensen från Super Metroid. En av de största förändringarna jämfört med andra spel i serien är att Samus talar.
| ”                 | Allt började 2006, när jag funderade på vad Metroid skulle kunna bli med hjälp av Wii. Jag var övertygad om att jag skulle kunna skapa någonting väldigt speciellt och började skissa på olika koncept. Men ju längre jag kom, desto tydligare insåg jag att mitt team aldrig skulle räcka till. [...] Mitt team hade bara erfarenhet av att utveckla Metroid i 2D. Ärligt talat saknade vi både erfarenheten och personalstyrkan som krävdes för att förverkliga min idé. Det var då jag insåg att jag behövde en ny partner. [...] Other M knyter ihop Super Metroid med Metroid Fusion. Mitt mål är att visa upp den mänskliga sidan av Samus, och för att kunna göra det måste jag förklara vad som hänt i hennes förflutna och vilka personer som influerat henne. | „ |
| – Yoshio Sakamoto | |   |

## Röstskådespelare
- Jessica Martin – Samus Aran
- Dave Elvin – Adam Malkovich
- Mike McGillicuty – Anthony Higgs
- Sarah Naid – Melissa Bergman
- Linda K. Morris – Madeline Bergman
- Aaron Thomas – James Pierce
- Mark Carr – Lyle Smithsonian
- Hanley Smith – Maurice Favreau
- Jeff Minnerly – K.G. Misawa
- Jamie Hunsdale – Ian Malkovich
- Stephan Wetyte – The Colonel
- Nate Bihldorff – Head Quarantine Officer
- Sam Gray – Quarantine Officer
- Dave Howe – Operator
- Tom McGurk – Operator
- Erika Webright – Operator
- Leslie Swan – Bottle Ship P.A. Announcer